# The Bachelor Father
The Bachelor Father is een Amerikaanse filmkomedie uit 1931 onder regie van Robert Z. Leonard.

## Verhaal
De oude Basil slijt de laatste jaren van zijn leven in eenzaamheid in een klein, Brits stadje. Hij is bezig zijn erfenis vast te stellen. Wanneer zijn drie kinderen dat te weten komen, trachten ze zijn fortuin in handen te krijgen. 

## Rolverdeling
| Acteur           | Personage                |
| ---------------- | ------------------------ |
| Marion Davies    | Antoinette Flagg         |
| Ralph Forbes     | John Ashley              |
| C. Aubrey Smith  | Basil Algernon Winterton |
| Ray Milland      | Geoffrey Trent           |
| Guinn Williams   | Richard Berney           |
| David Torrence   | Dr. Frank MacDonald      |
| Doris Lloyd      | Julia Webb               |
| Edgar Norton     | Bolton                   |
| Nina Quartero    | Maria Credaro            |
| Halliwell Hobbes | Larkin                   |
| Elizabeth Murray | Tante Molly              |
| James Gordon     | Carson Creswell          |